# Російська вулиця (Сімферополь)
Російська вулиця (крим. Rus soqağı, рос. Русская улица) — вулиця в Сімферополі, в Центральному районі міста. Іноді зустрічається варіант «Руська вулиця».

## Опис
Загальна протяжність вулиці становить 2.4 км.
Пролягає від перехрестя з вулицею Козлова на місті колишньої Вірмено-Татарської площі до перехрестя з вулицею Гавена, де переходить у вулицю 60-річчя Жовтня.
Прилучаються вулиці Ангарська, Батурина, Трубаченка, Балаклавська, Дмитра Ульянова, Міллера.
На ділянці до рогу з вулицею Ангарська має односторонній рух, далі до перехрестя з вулицею Дмитра Ульянова має двосторонній рух, після нього розділяється на дві паралельні вулиці з одностороннім рухом.
На Російській вулиці знаходяться Церква Євангельських Християн-Баптистів і готель Єреван.
Транспорт: автобуси 6, 7, 99, тролейбуси 4, 7, 9.

## Історія
Російська вулиця з'явилася в слобідці між Новим татарським та Вірменським цвинтарями на початку XX століття, і спочатку проходила лише від вулиці Козлова (Мало-Садова) до вулиці Ангарська. Вперше згадується у 1904 році.
Тільки після Другої світової війни вулиця продовжилася далі на південний захід, і наприкінці 1950-х років дійшла до забудови майбутнього району 60-річчя Жовтня.
У 1977 році частину вулиці південніше перехрестя з вулицею Гавена відокремили у вулицю 60-річчя Жовтня.
У 1997 році за адресою 38B була побудована Церква Євангельських Християн-Баптистів за проєктом Володимира Григоровича Кравченка.
Після окупації Криму навесні 2014 року в гуртожитку у будинку за адресою 103-а окупаційна влада роздала кімнати 25 російським «ополченцям» із сім'ями.
У 2010-х роках в районі Російської вулиці почав будуватися ЖК «Місто Мира».

## Галерея

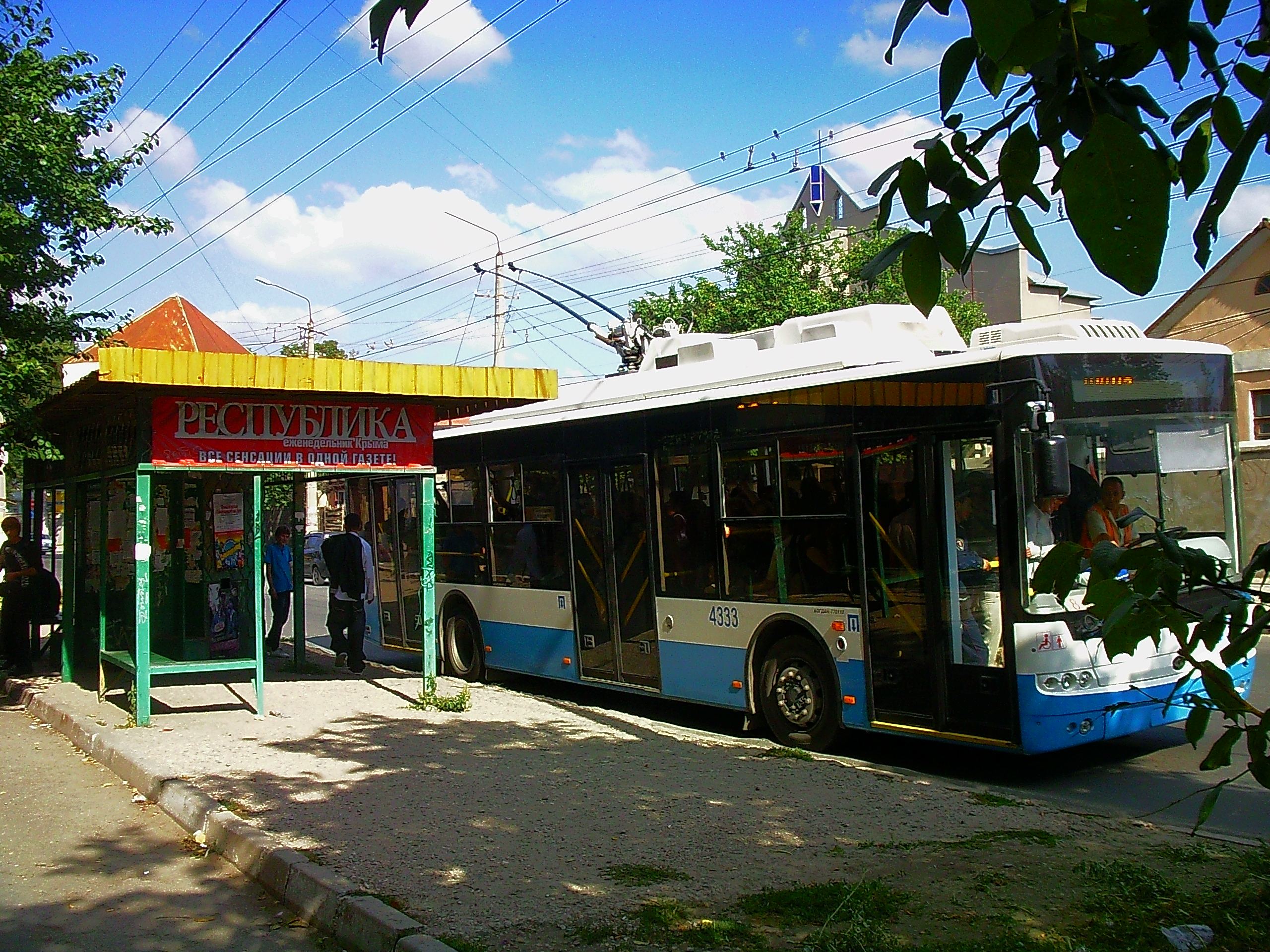
Зупинка на вул. Батурина, 2012 рік
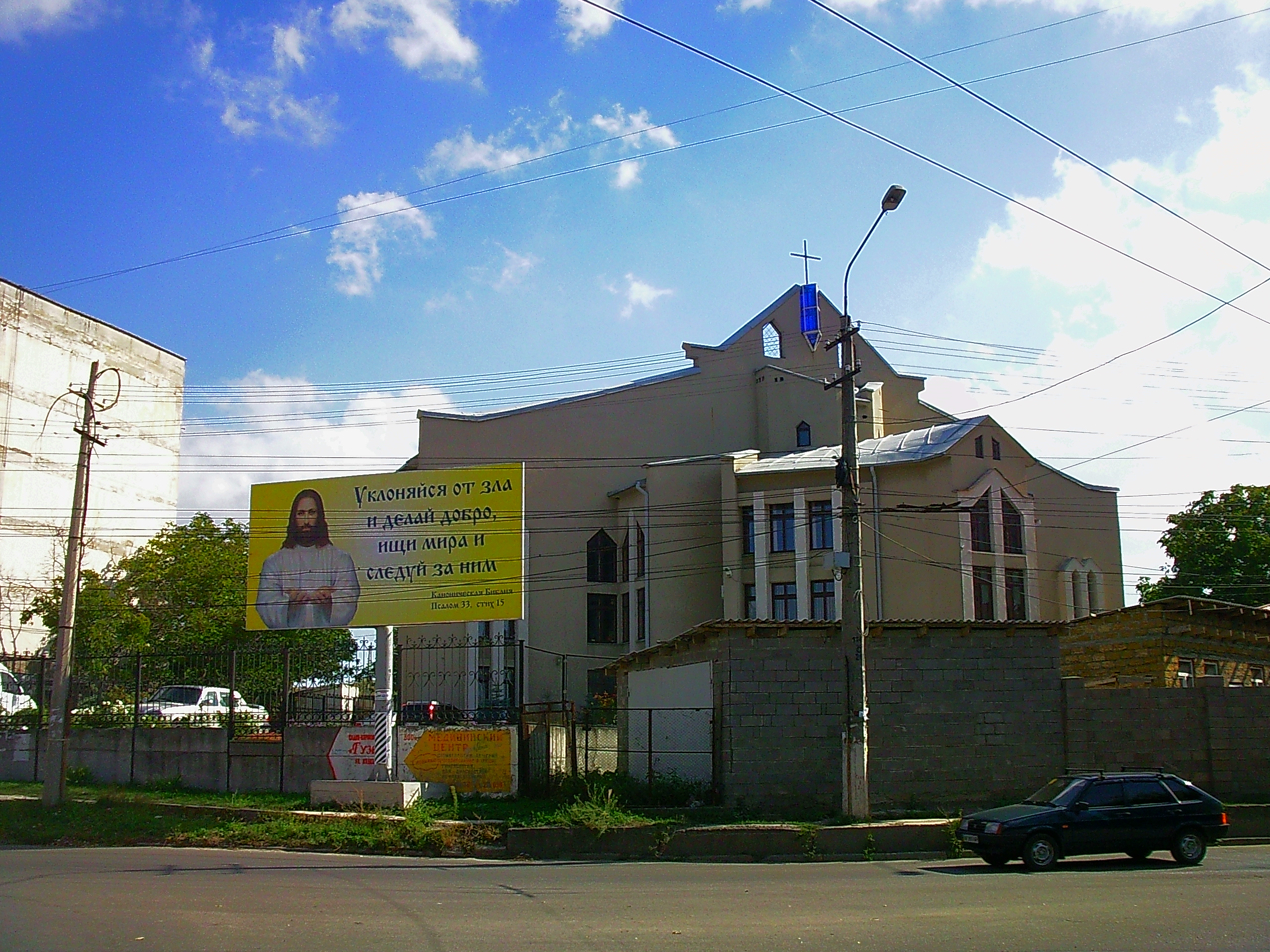
Церква Євангельських Християн-Баптистів, 2012 рік
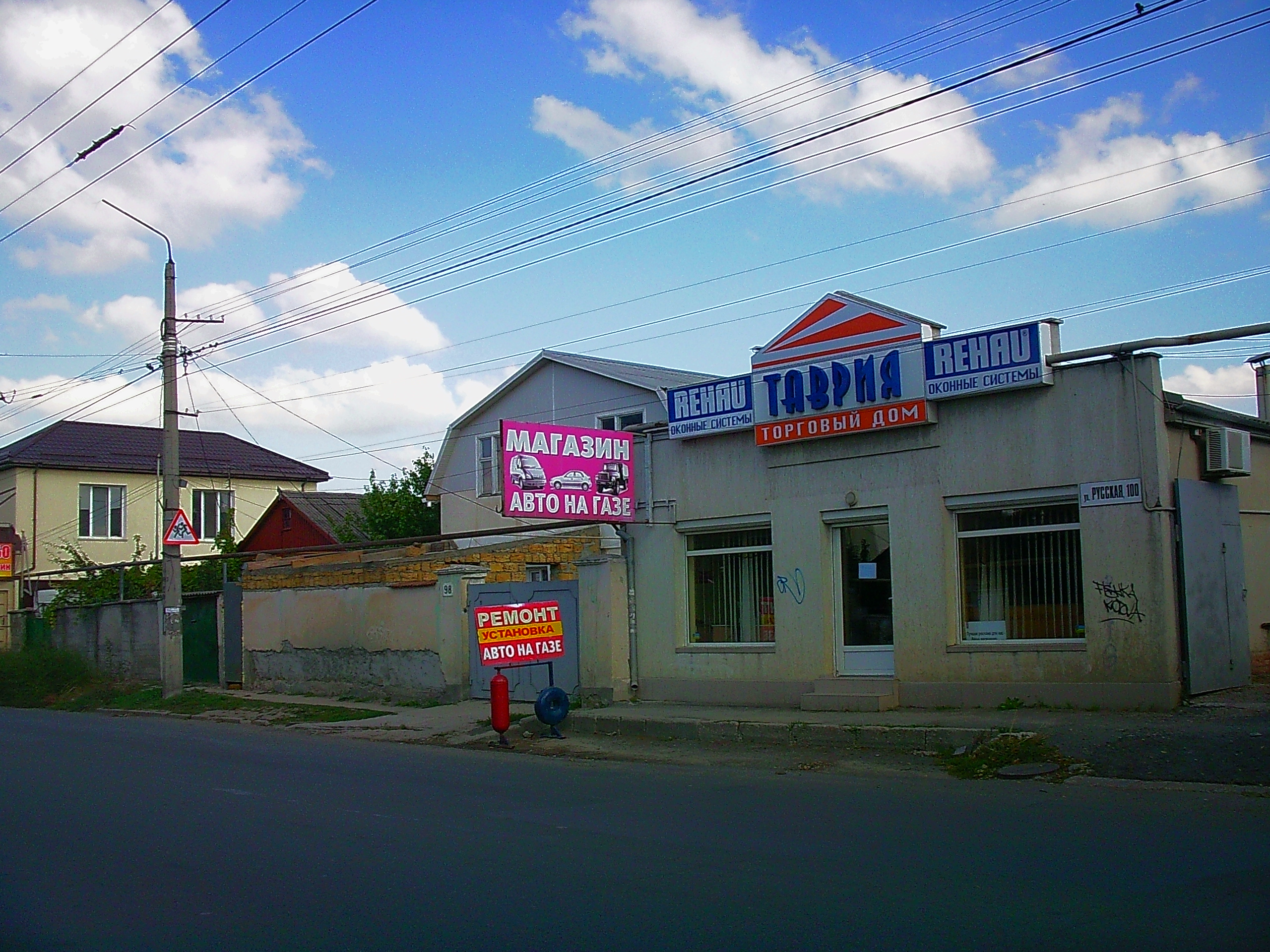
2012 рік
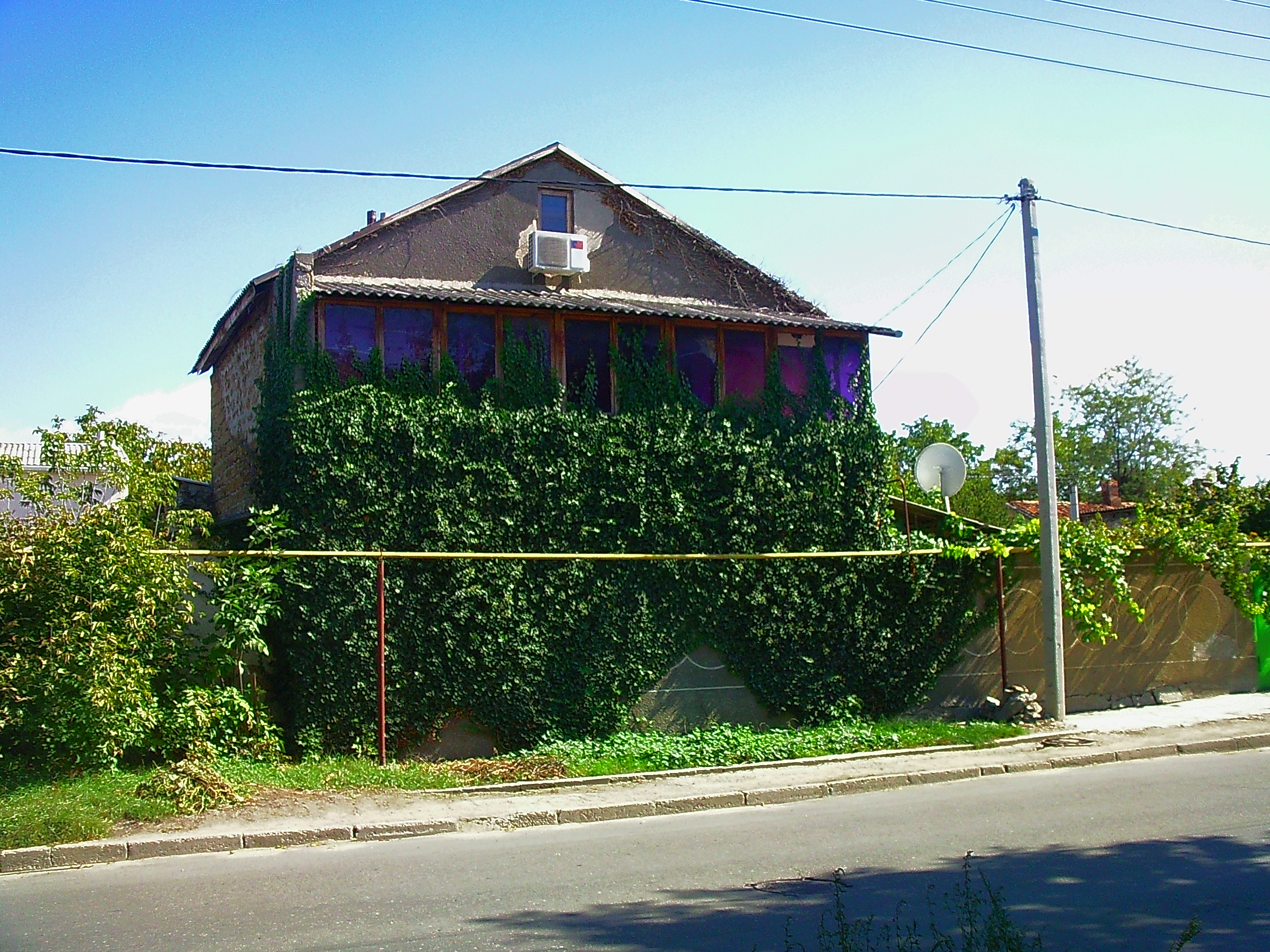
2012 рік
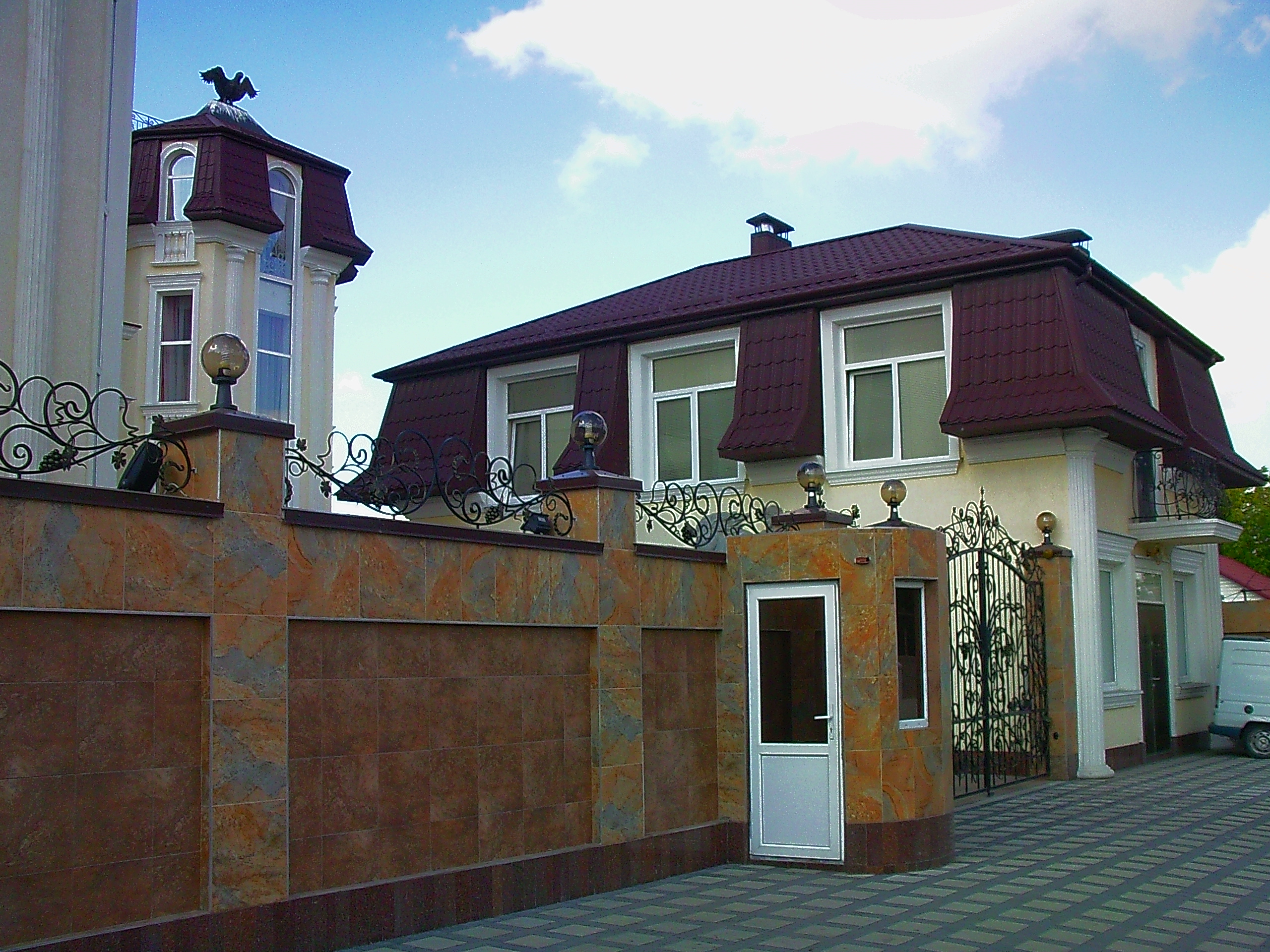
Готель Єреван, 2012 рік
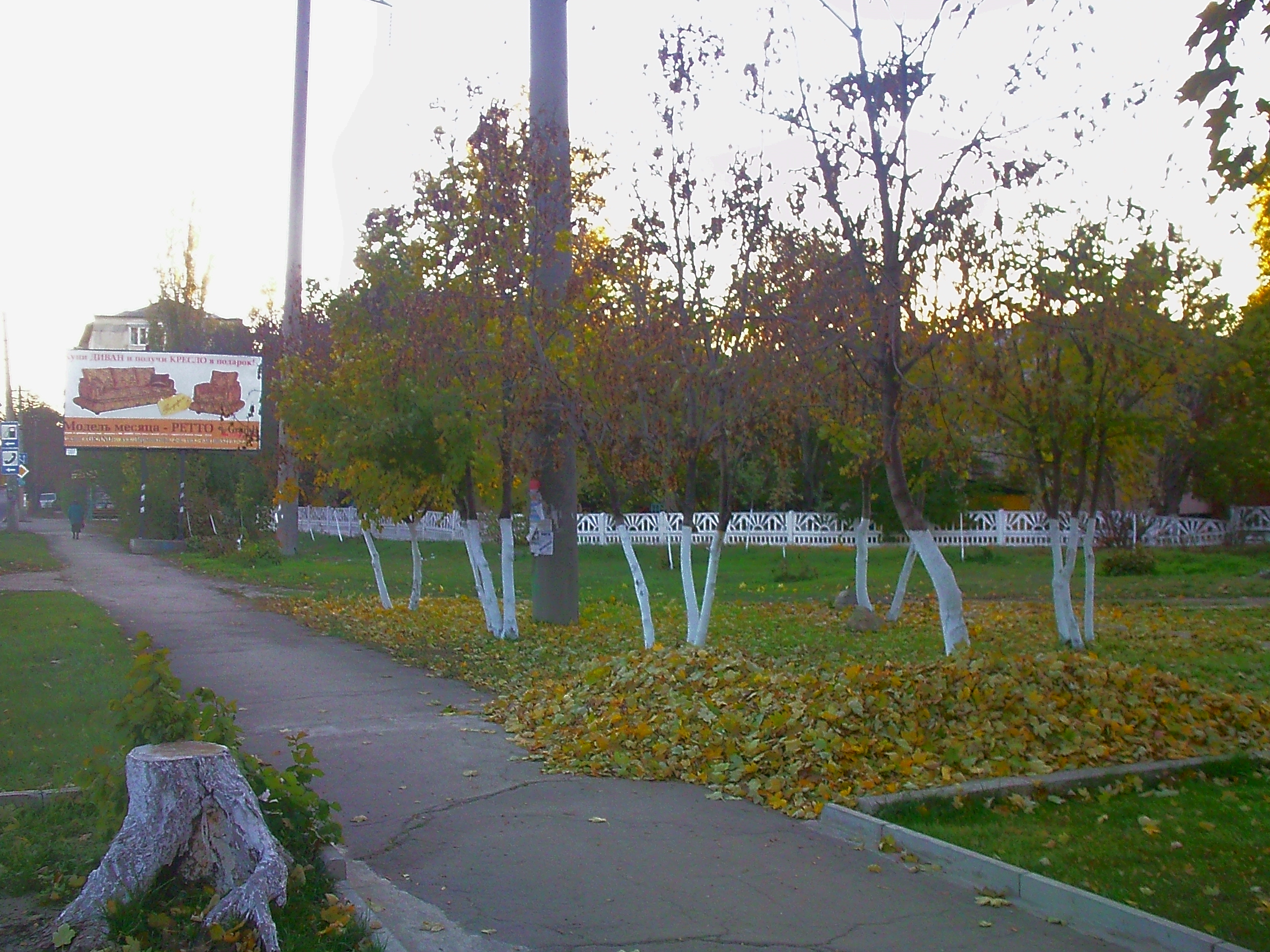
2011 рік

## Рекомендована література
- Поляков В. Е. Улицы Симферополя. — Симферополь: Таврида, 1994.
- В. А. Широков «Симферополь. Улицы и дома рассказывают: История Симферополя».